# Bad Lobenstein
Bad Lobenstein é uma cidade da Alemanha localizada no distrito de Saale-Orla, estado da Turíngia.